# Emil Steffann

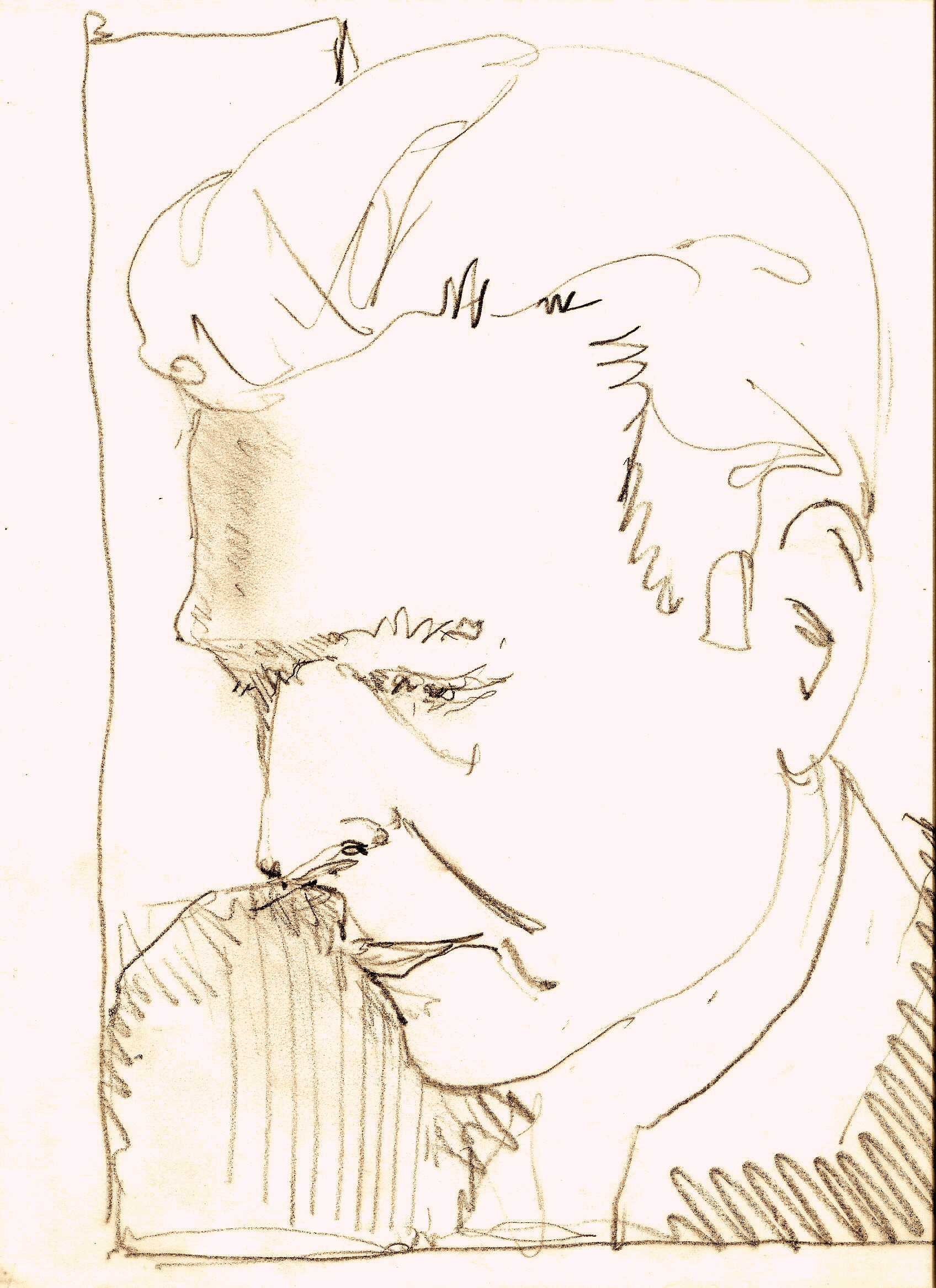
Emil Steffann

Emil Steffann, häufige Schreibweise: Emil Steffan, (* 30. Januar 1899 in Gadderbaum, heute Bielefeld; † 23. Juli 1968 in Bonn) war ein deutscher Architekt, der vor allem auf dem Gebiet Kirchen- und Klosterarchitektur wirkte.

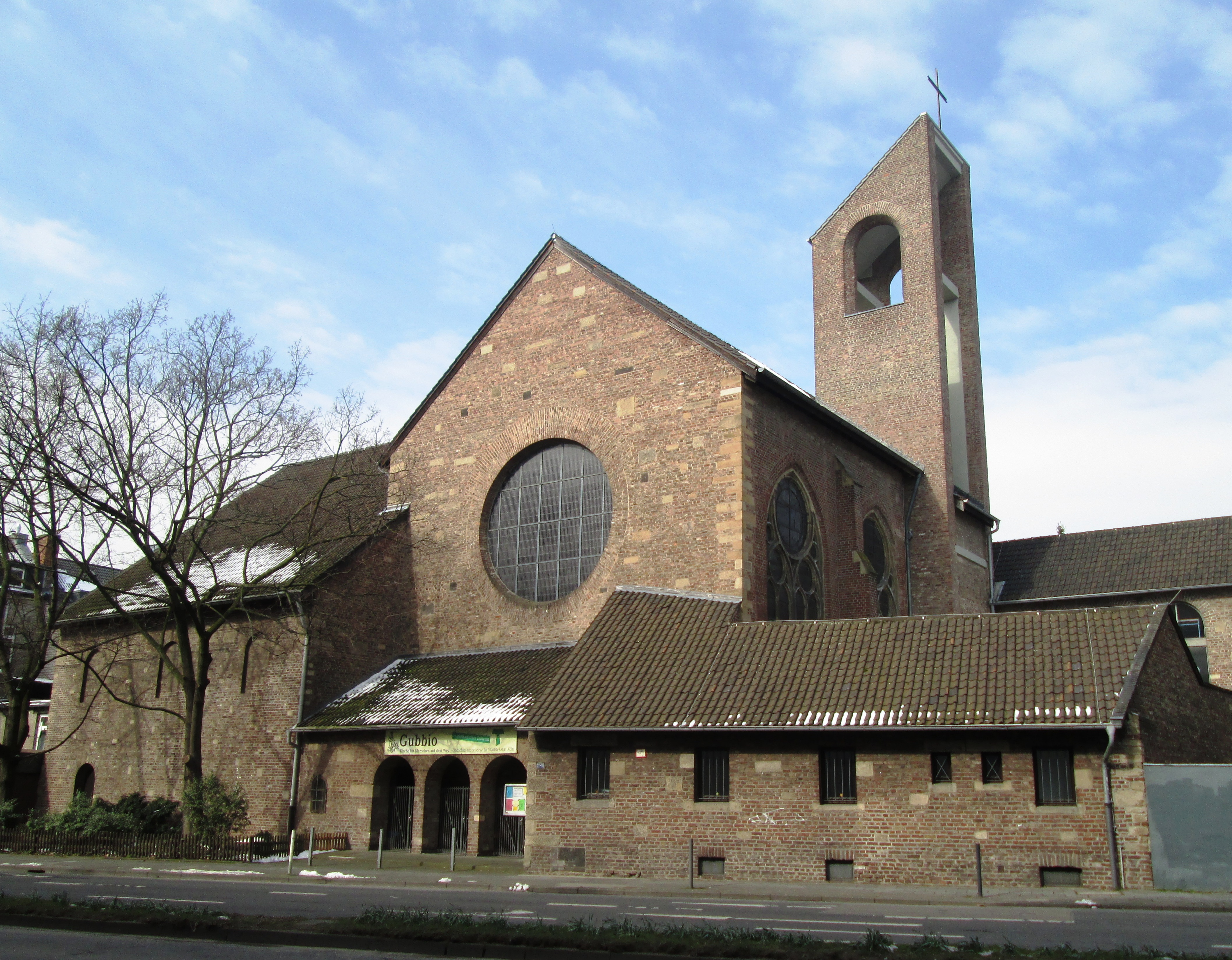
Franziskanerkirche St. Marien, Köln

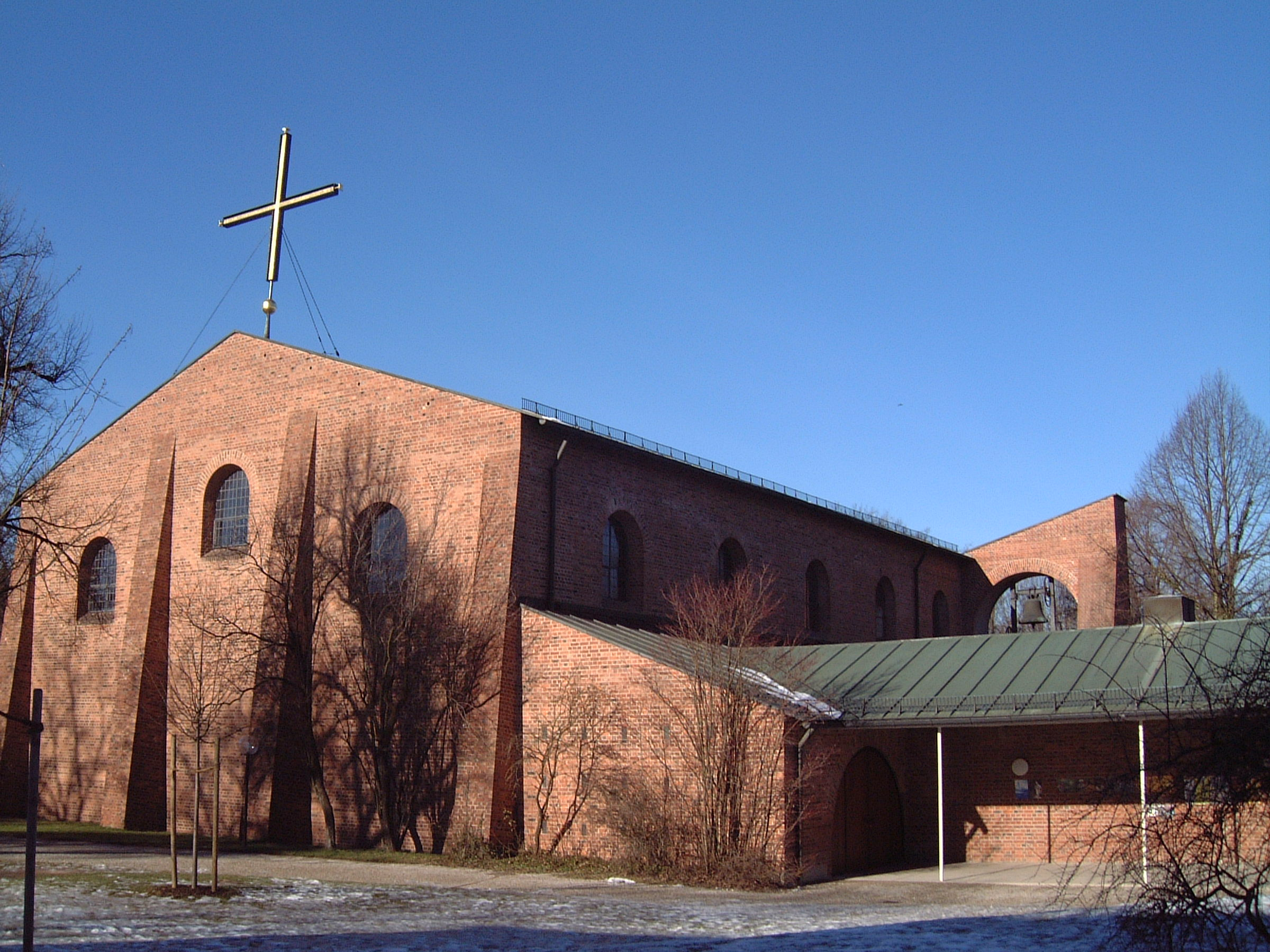
St. Laurentius, München

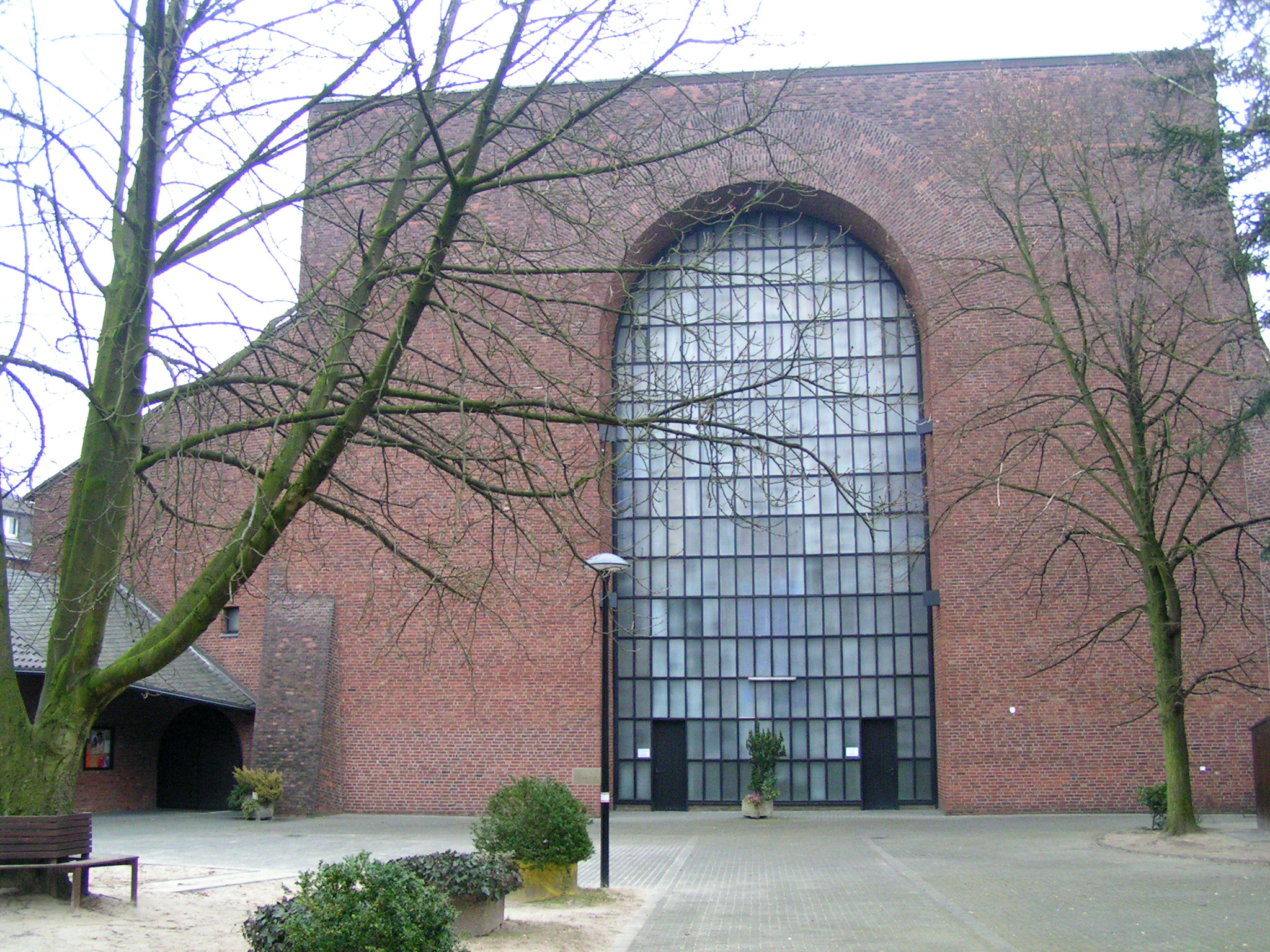
St. Elisabeth, Opladen

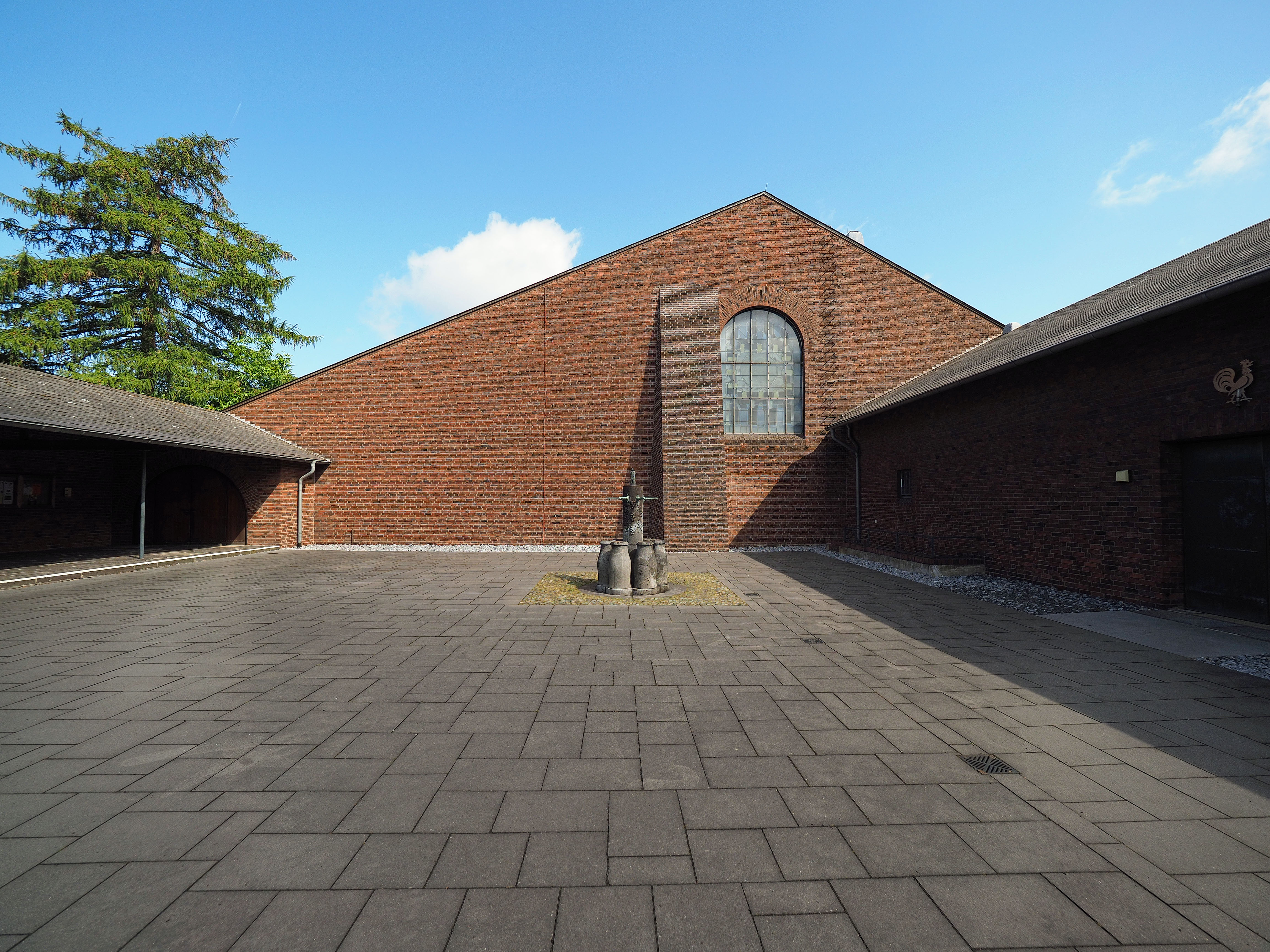
St. Bonifatius Krefeld (Stahldorf)

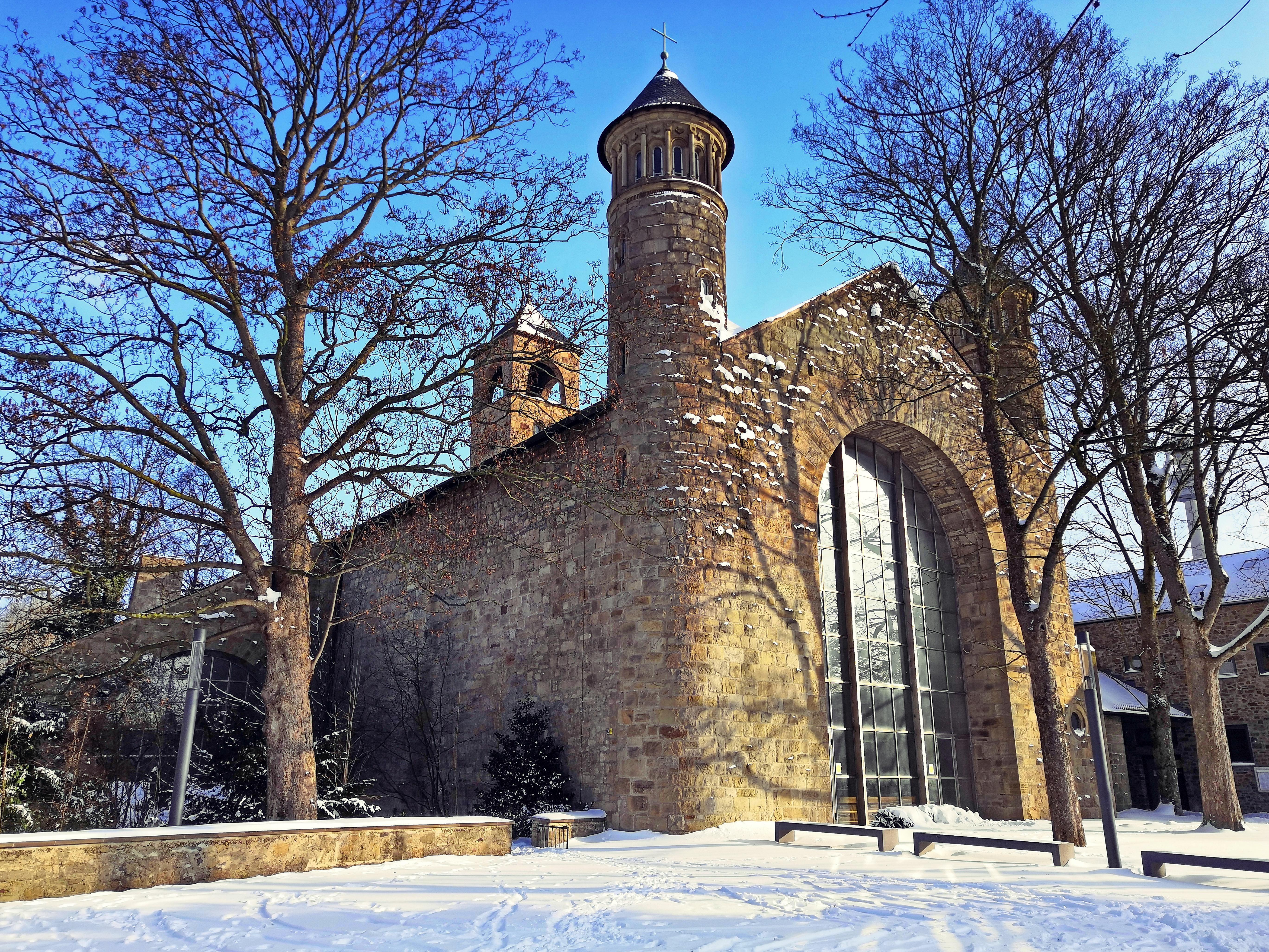
St. Bonifatius in Dortmund

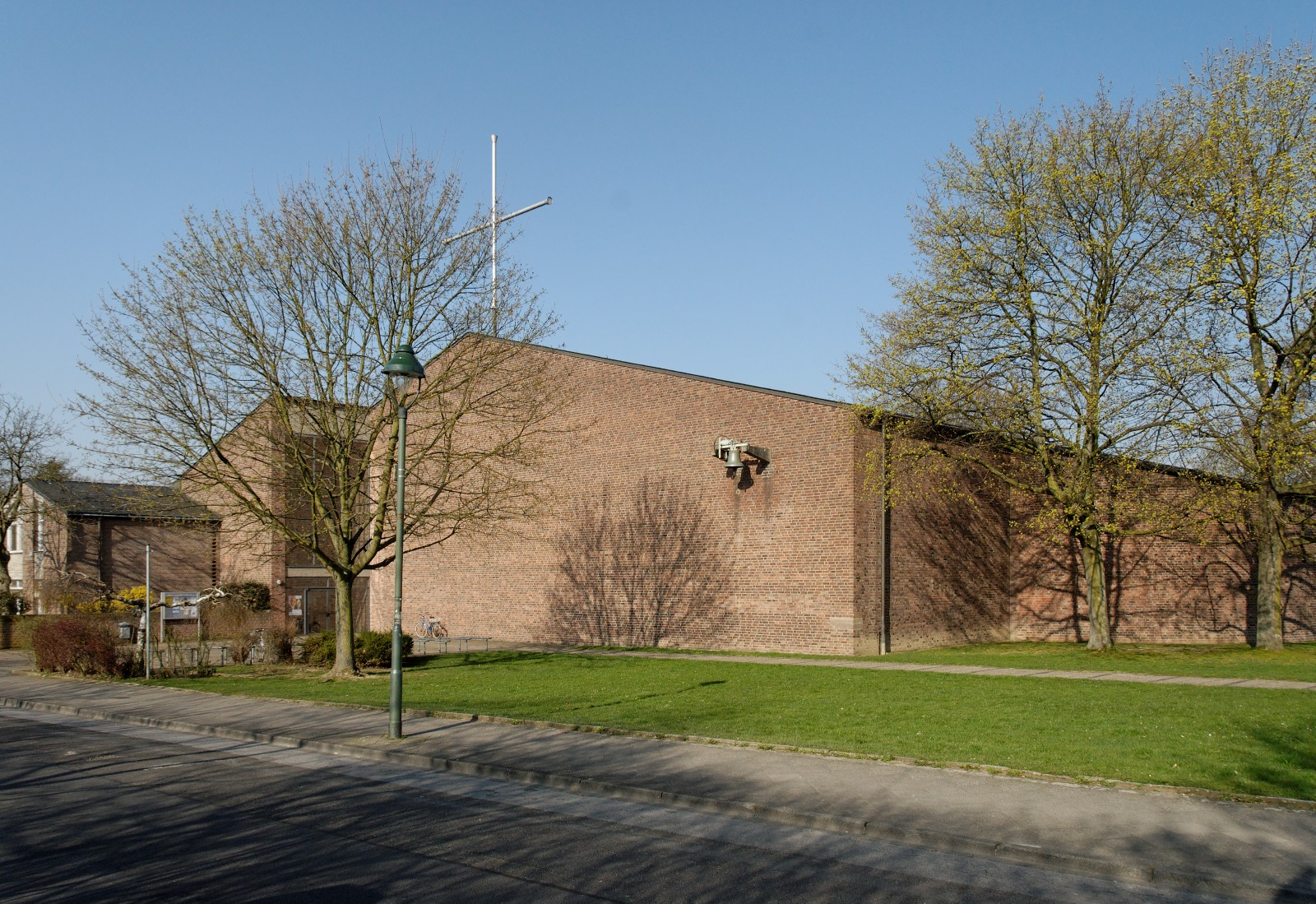
St. Maria in den Benden, Düsseldorf-Wersten

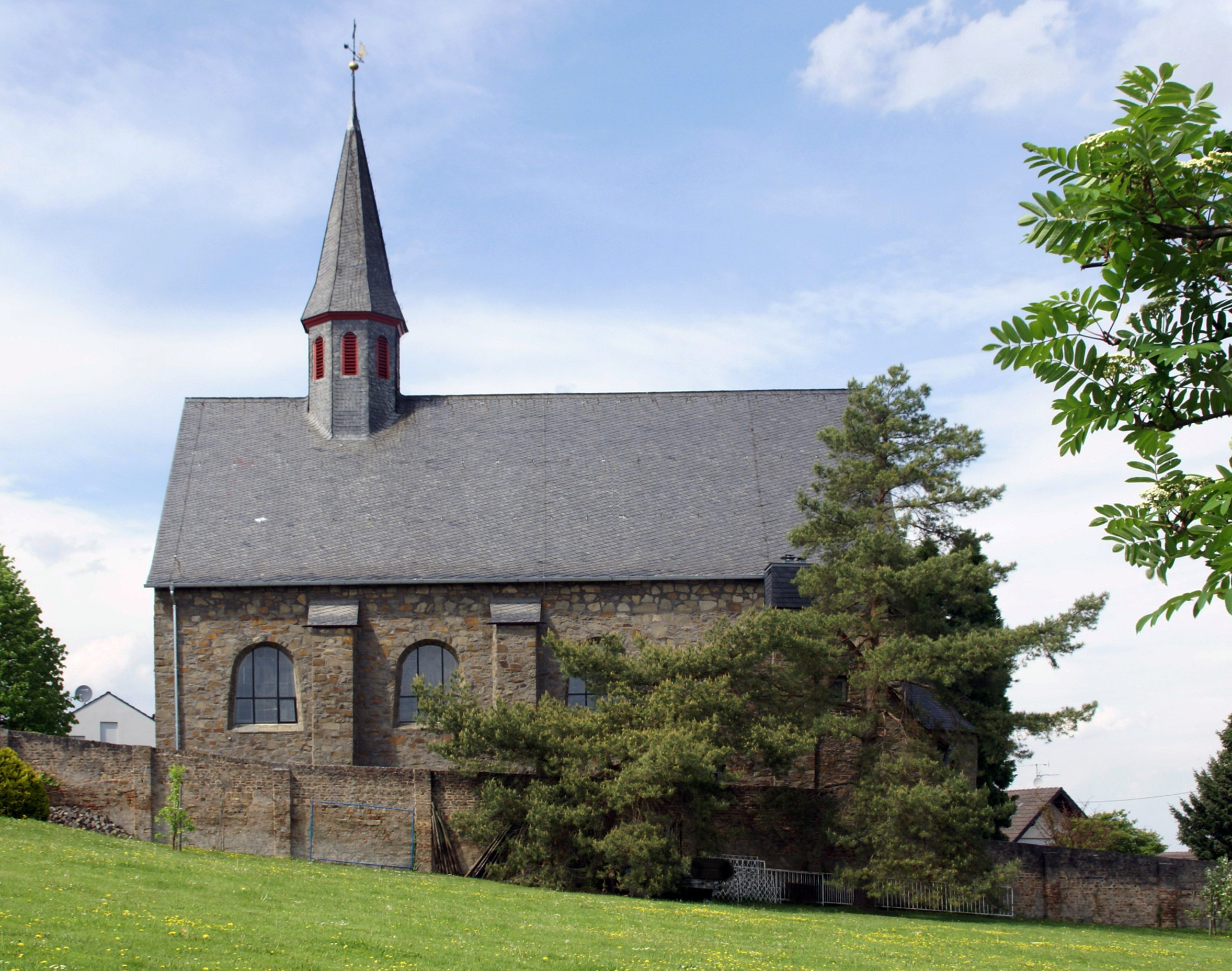
St. Mariä Himmelfahrt in Oedekoven

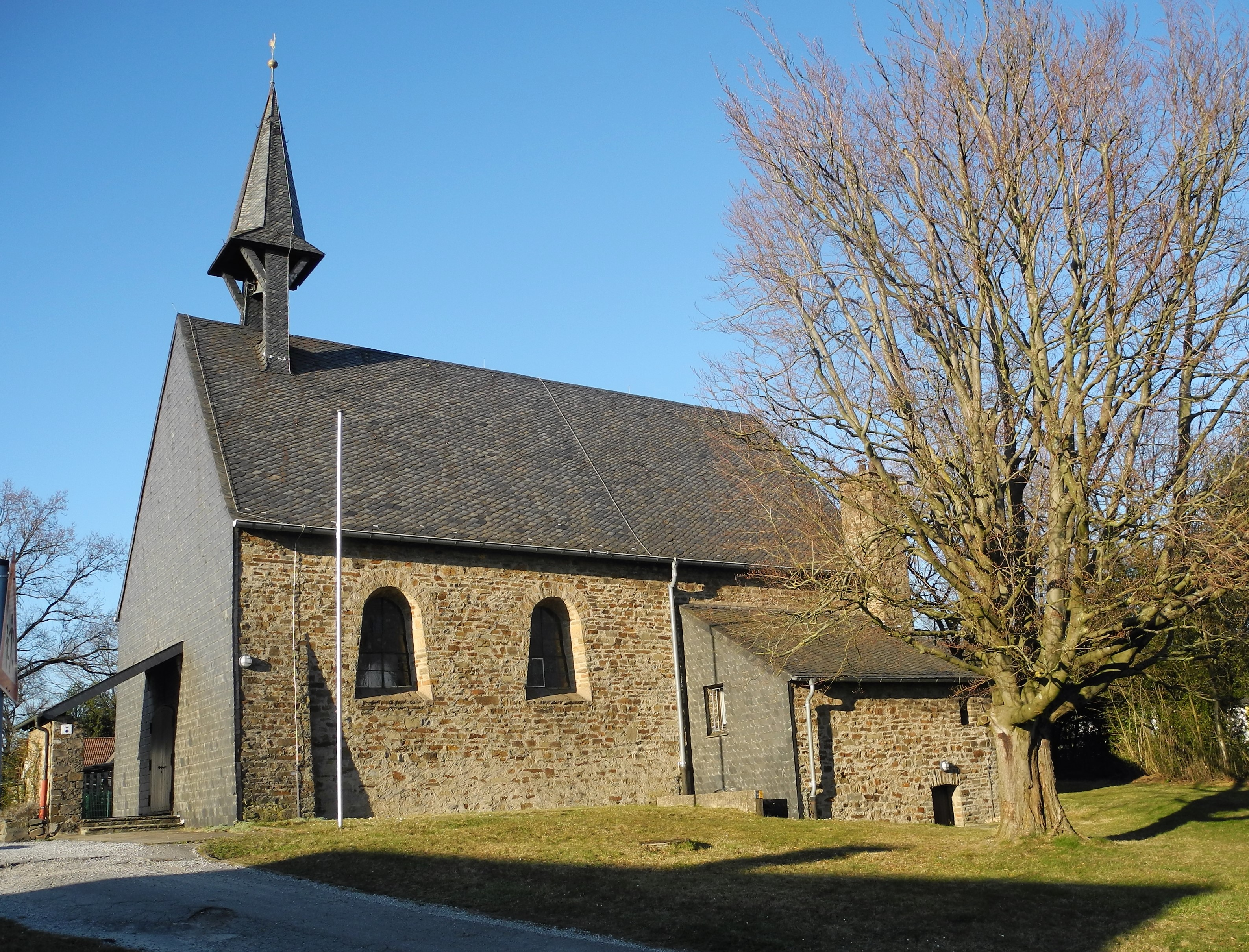
St. Nikolaus in Velbert-Langenhorst

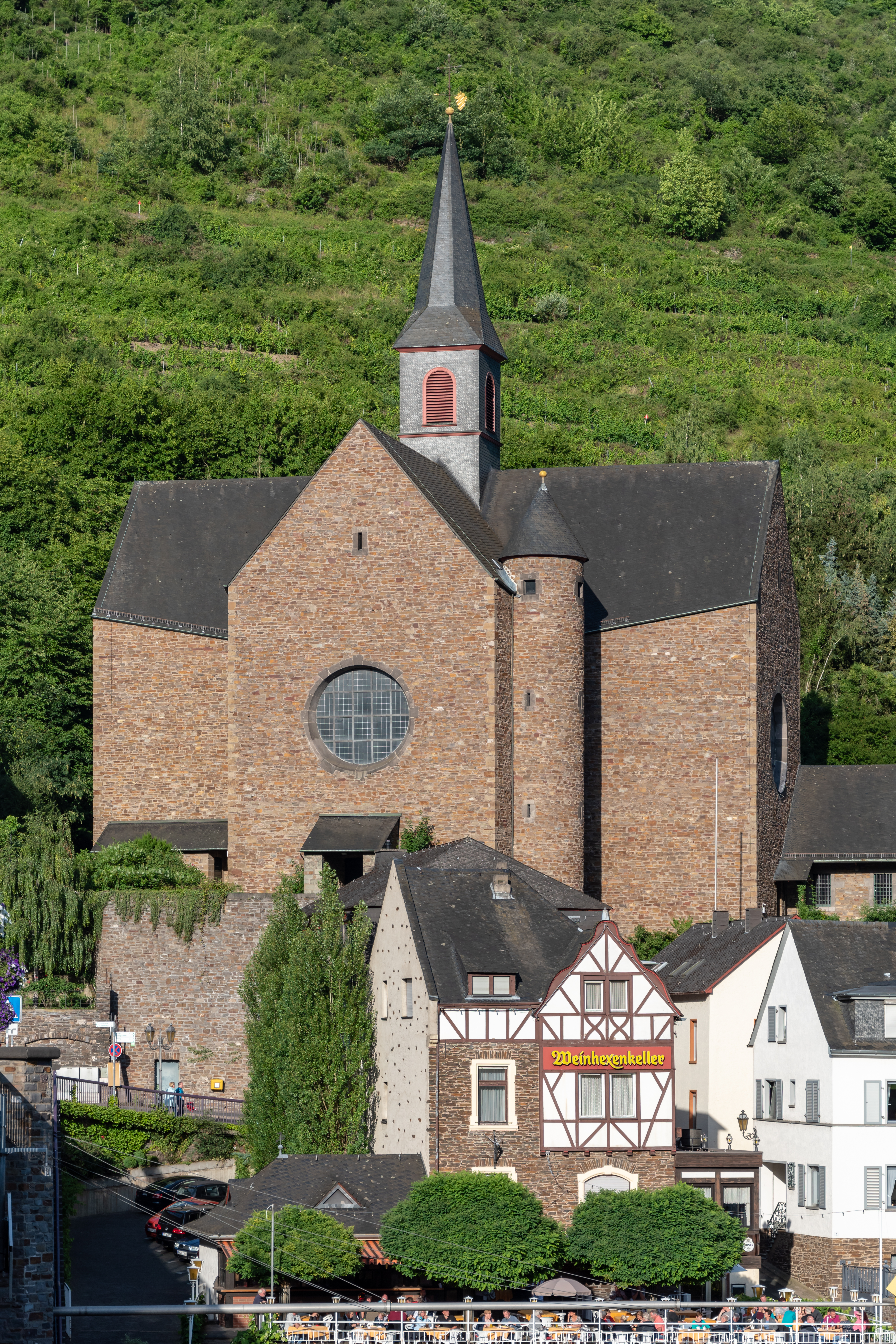
St. Remaclus, Cochem-Cond/Mosel

## Leben
Emil Steffann war der Sohn eines Arztes der v. Bodelschwinghschen Stiftungen Bethel. Seine Vorfahren waren Hugenotten. Er besuchte das Evangelisch Stiftische Gymnasium Gütersloh, wo er 1919 auch die Reifeprüfung ablegte. Nach dem Kriegsdienst 1917/1918 im Ersten Weltkrieg als Luftauskundschafter besuchte er bis 1921 die Bildhauerklassen von Hans Perathoner an der Handwerker- und Kunstgewerbeschule Bielefeld und der Kunstgewerbeschule Berlin. 1921 baute er in Lübeck für seine Mutter und Geschwister sein erstes Wohnhaus, unternahm bis 1928 Reisen, vielseitige autodidaktische Studien in Architekturbüros und auf Baustellen, die er auf Anraten von Walter Gropius an der Baugewerkschule Lübeck (Prof. Münch) abschloss, und wurde Architekt.
1926 lebte Steffann in Italien, arbeitete in Assisi mit dem dänischen Bildhauer Chresten Skikkild zusammen, wurde, tief beeindruckt von Assisi und dem Heiligen Franz von Assisi, Katholik und wandte sich Fragen des Kirchenbaus zu. 1931, anlässlich seines Besuches der Fronleichnamskirche (Rudolf Schwarz mit Hans Schwippert) in Aachen, befreundete er sich mit Rudolf Schwarz und wurde Mitglied der katholischen Jugendbewegung Quickborn auf Burg Rothenfels um Romano Guardini und Heinrich Kahlefeld, die eine Erneuerung der Liturgie und des Kirchenbaus anstrebten. Rudolf Schwarz übertrug Steffann die Bauleitung seines für Guardini entworfenen Wohnhauses in Berlin und gemeinsam entwickelten sie einen Vorschlag zum Neubau der Pfarrkirche  St. Anna in Berlin-Lichterfelde.
In Lübeck entwarf Steffann Untergrund- und Hauskirchen für vom Nationalsozialismus bedrängte Katholiken (u. a. in Schlutup) und beschäftigte sich mit kleinen Bauaufgaben in dieser katholischen Diaspora.

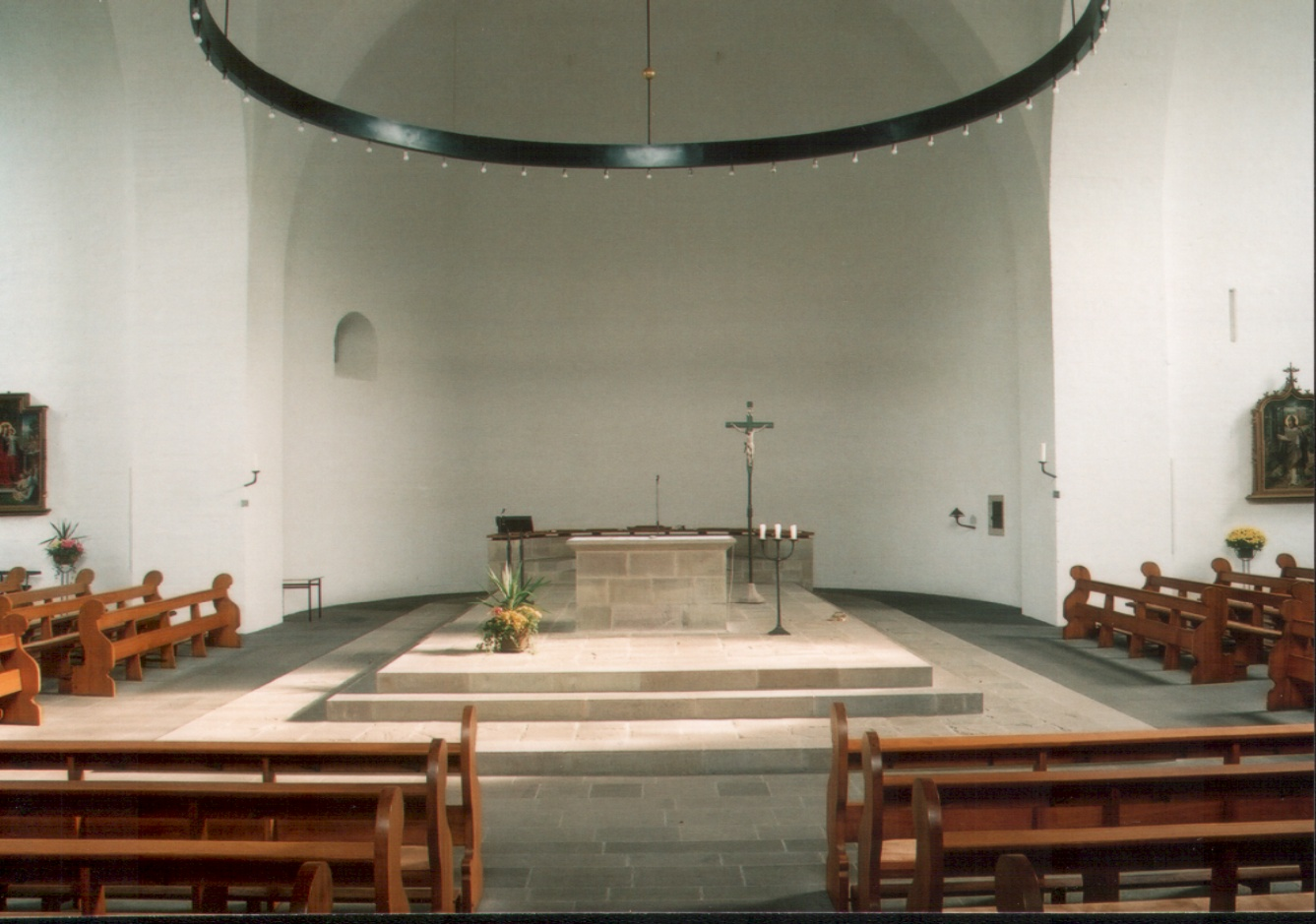
St. Remaclus. Innenraum

Von 1941 bis 1944 übernahmen Emil Steffann und Rudolf Schwarz Bau- und Planungsaufgaben im von den Deutschen besetzten Lothringen. Dort lernte Steffann Rudolf Steinbach kennen und befasste sich mit dem Wiederaufbau kriegszerstörter Dörfer. In Boust errichtete er aus Kriegstrümmern  an der alten Römerstraße ein Landarbeiterhaus und schuf mit seiner Gemeinschaftsscheune eine neue Dorfmitte. Seine Bauauffassung fasste er 1950 in seinem Beitrag Wiederaufbau aus Trümmern in der Architekturzeitschrift Baumeister zusammen. Mit Hilfe der freitragenden Dachkonstruktion, die er patentieren ließ, errichtete Steffann eine stützenfreie Halle, die über ein großes Scheunentor erschlossen wurde, für ihn eine Kirche bedeutete und zum Leitbild wurde. Er entwickelte Gedanken über ein sinngerechtes Bauen, was für ihn ein material-, konstruktions- und ortsgerechtes Bauen voraussetzte, und verfasste die Baufibel für Lothringen. 1944 wurde Steffann mit Frau und Tochter in Frankreich zivilinterniert; 1946 kehrte er nach Lübeck zurück.
Dort setzte er sich als Mitglied des Denkmalrates für den erhaltenden Wiederaufbau der kriegszerstörten Altstadt ein, die er auch durch einen angemessenen Verkehrsplan bewahren wollte. 1947 holte Rudolf Schwarz ihn nach Köln, wo Steffann bis 1949 das Siedlungswerk der Erzdiözese Köln leitete. 1949 bezog Steffann mit seiner Familie ein kleines Holzfertighaus (Architekt Alfons Leitl) in Mehlem. Dieses Haus wurde zu seiner Wohn- und Werkstatt bis zu seinem Tod 1968. In dieser Zeit baute er mit seinem Bauatelier zahlreiche Kirchen, Klöster und Sozialbauten. Wichtige Mitarbeiter wurden Siegfried Östreicher, Nikolaus Rosiny, Paul Georg Hopmann, Heinz Bienefeld und Gisberth Hülsmann.
Steffanns letztes Werk war die Pfarrkirche St. Remaclus in Cochem-Cond. Zwei Monate nach der Konsekrierung dieser Kirche starb er im Juli 1968 an den Folgen eines Autounfalls.

## Ehrungen
Für sein beispielgebendes Wirken im Kirchenbau wurden Steffann 1964 die Ehrendoktorwürde der Technischen Hochschule Darmstadt und der Große Kunstpreis des Landes Nordrhein-Westfalen und 1965 das Große Bundesverdienstkreuz verliehen.

## Zitat
„Die Möglichkeiten neuer Gestaltung innerhalb einer jahrhundertealten Tradition sind beschränkt. Sie sind in dem sehr langsamen Wachstum der Idee beschlossen. welche der Tradition zugrunde liegt. Künstlerische Eigenwilligkeiten finden deshalb auf die Dauer keinen Nährboden, soweit sie nicht die in der Idee selbst schlummernden Möglichkeiten ans Licht bringen.“

## Rezeption (Auswahl)
- 1969 widmeten die Christlichen Kunstblätter Emil Steffann ein Heft[16]
- 1979 erinnerte die Bauwelt an Emil Steffann[17]
- 1980 zeigte die Kunsthalle Bielfeld in der Studiogalerie die Ausstellung Emil Steffann (kuratiert von Gisberth Hülsmann mit Manfred Sundermann in Zusammenarbeit mit Ulrich Weisner und Herbert Muck)[18]
- 1981 eröffnete die Akademie der Architektenkammer NRW in der Kunstakademie Düsseldorf die von Manfred Sundermann kuratierte Wanderausstellung Zwei Rheinische Baumeister des XX. Jahrhunderts Rudolf Schwarz und Emil Steffann mit dem Symposium Über die Rückführung der Architektur auf die Philosophie.
- Die Archives d’architecture moderne, AMA Brüssel, stellten in der Nr. 21-1981, sein Werk vor.
- Die Architektur-Biennale Venedig 1992 Sakrale Architektur widmete sich dem Schaffen des Bauateliers Emil Steffann.
- Conradt Lienhardt veröffentlichte 1999 zur Ausstellung in der Universität für künstlerische und industrielle Gestaltung Linz und im Franz Hitze Haus Münster die Monografie Emil Steffann (1899–1968) Werk/Theorie/Wirkung. ISBN 3-7954-1227-7
- 1999 veröffentlichte Susanne Grexa ihre Doktorarbeit Der Architekt Emil Steffann 1899–1968. Der Verzicht auf Originalität als Programm. (Microfiche)
- 2009 veröffentlichte der italienische Architekt und Bauhistoriker Tino Grisi seinen Essay Handlung ist alles, Form ist nichts. Die Wandlung des Raumes: Romano Guardini und Emil Steffann zum 40. Todesjahre. (deutsch/italienisch) und 2014 seine Doktorarbeit „Können wir noch Kirchen bauen?“ Emil Steffann und sein Atelier. ISBN 978-3-7954-2872-3
- 2017 veranstaltete der Lehrstuhl für Architekturgeschichte der RWTH Aachen das Seminar „Gebaute Einfachheit – Zum Werk des Architekten Emil Steffann (1899–1968)“" zur Vorbereitung einer Ausstellung über Emil Steffann[19]
- 2021 veröffentlichte Manfred Sundermann die erste chronologische Zusammenschau des Werkes von Emil Steffann unter dem Titel: „Das naheliegende Einfache – Emil Steffann und die Baukunst 1921–1968, Bericht und Dokumente“, Norderstedt 2021, ISBN 978-3-7526-8846-7[20]

## Charakteristische Merkmale seines Werkes
- ein abgeschlossenen Kirchengelände aus Mauern und Höfen, die vor dem Treiben und Lärm der Straße schützen
- einen Hof vor dem Gotteshaus zur Sammlung (frühchristlichen Kirchen vergleichbar)
- Seitliches, nicht zentrales Erschließen der Kirche über eine Raumfolge aus Höfen, Wegen und seitlichen, niedrigen Anbauten
- massive Mauern aus Trümmermaterial, Stein (Strebepfeiler und Rundbögen, Masse und Öffnung)
- offene Dachstühle
- altbewährte Mauer- und Zimmermannstechniken: rau belassene Mauern aus Bruch- oder Ziegelsteinen
- sichtbare Dachkonstruktionen
- einfache Baukörper, -weisen und -formen
- abgestuftes Licht.

## Werk (Auswahl)
- 1932: Gestaltung der Fronleichnamsprozession in Lübeck
- 1937: Entwurf für eine unterirdische Luftschutzkirche
- 1941–1944: Wiederaufbau des Dorfes Boust in Ostlothringen im Planungsstab Rudolf Schwarz
- 1950–1952: Franziskanerkloster und Kirche Zum unbefleckten Herzen Mariens in Köln
- 1952: St. Bonifatius in Lübeck[21]
- 1953: St. Konrad in Duisburg-Fahrn[22]
- 1953-1954: St. Nikolaus in Velbert-Langenhorst
- 1953–1954: Wiederaufbau St. Bonifatius (Dortmund)[23]
- 1955: St. Laurentius in München[24]
- 1955-1956: St. Paulus-Dom Münster, Wiederaufbau und liturgische Neuordnung
- 1955–1956: St. Mariä Himmelfahrt in Alfter-Oedekoven
- 1956: St. Konrad in Marl (heute als Kolumbarium genutzt)[25][26][27]
- 1957: St. Elisabeth in Leverkusen-Opladen
- 1957–1963: Heilig-Geist-Krankenhaus in Köln-Longerich (in Kooperation mit Nikolaus Rosiny)[28]
- 1957–1959: St. Maria in den Benden in Düsseldorf-Wersten (in Kooperation mit Nikolaus Rosiny)[29]
- 1958: Herz-Jesu-Kirche in Essen-Altenessen[30]
- 1958–1959: St. Bonifatius in Krefeld-Stahldorf[31]
- 1959–1963: Pfarrzentrum St. Hedwig in Bayreuth[32]
- 1959: Wiederaufbau der Kirche St. Elisabeth in Essen (in Kooperation mit Nikolaus Rosiny)[30]
- 1960: St. Helena in Bonn (heute Dialograum Kreuzung an St. Helena; in Kooperation mit Nikolaus Rosiny)
- 1960: St. Augustinus in Düsseldorf-Eller (in Kooperation mit Nikolaus Rosiny)[33]
- 1960: St. Johannes in Dorsten
- 1960–1961: St. Bonifatius in Essen-Huttrop[30]
- 1960–1961: kath. Kirche St. Klemens in Duisburg-Kaßlerfeld[34]
- 1961: Pfarrkirche St. Johannes Baptist in Herzogenrath-Merkstein
- 1961: St. Laurentius in Köln-Lindenthal (verändert)[35][36]
- 1961–1963: St. Hildegard in Bad Godesberg-Rüngsdorf (mit Sakristei, Pächterwohnung und Pfarrhaus; unter Denkmalschutz)
- 1961–1964: Kartause Marienau (mit Gisberth M. Hülsmann)
- 1964–1967: St. Remaclus in Cochem (mit Heinz Bienefeld)[37]
- 1965–1967: Kirche St. Matthias und Franziskanerkloster in Euskirchen (mit Heinz Bienefeld und Gisberth M. Hülsmann)
- 1965–1967: St. Walburga in Porta Westfalica[38]
- 1966–1967: St. Hedwig in Köln-Höhenhaus (mit Gisberth M. Hülsmann)
- 1967–1969: Umgestaltung der Stadtpfarrkirche St. Martin in Dornbirn[39]
- vor 1968: St. Ursula in Dorsten

Mehrere von Emil Steffann entworfene Kirchen wurden inzwischen abgerissen oder profaniert und umgewidmet.